# 袁敞 (南北朝)
袁敞（?—?），陈郡阳夏县（今河南省太康县）人，南北朝后梁大臣。
袁敞是司空袁昂之孙，安成内史袁士俊之子。年轻时有见识器量，博涉文史。出仕后梁萧詧，担任吏部郎。出使北周，当时北周人将袁敞班次排在南陈使者之后，袁敞坚持不从命。北周官员责问他，袁敞回答：“昔日陈国君主的祖父，是梁朝诸侯下吏，背弃忠义，盗窃了江东。现在大周朝接受万国朝拜，以礼待客，如果让梁朝外交人员在陈国外交人员之后，恐怕彝伦失序。岂是使臣之所希望的。”经力争，官员上奏，周武帝同意了，命袁敞与南陈使者不要在同一天进见。回到江陵，因他的行为符合帝意，升任为侍中，转任左民尚书。开皇七年（587年），随后梁后主萧琮归顺隋朝，在隋朝担任开府仪同三司。在谯州刺史任上去世。其子袁谧、袁谦。